# Айхал (кимберлитовая трубка)
Кимберли́товая тру́бка «Айха́л» — алмазное месторождение, открыто группой геологов Амакинской экспедиции в январе 1960 года. Изначально найденная кимберлитовая трубка получила название «Январская», однако в скором времени её переименовали в «Айхал», что в переводе с якутского языка означает «Cлава!». В том же 1960-м году у месторождения появился поселок Айхал, начались работы по строительству горной обогатительной фабрики, а первые алмазы из россыпей были добыты уже в 1961 году. В июне 1986 года был создан Айхальский горно-обогатительный комбинат. Одной из основных задач ГОКа было разработать проект вскрывающих выработок, которые позволили бы начать работы на руднике. Выемка с открытой добычей кимберлита производилась вплоть до апреля 1997 года. В 2008 г. было завершено сооружение первого этапа второго пускового комплекса рудника «Айхал», в том же году добыли первые 150 тысяч тонн руды подземным способом.

## Айхальский ГОК
Айхальский ГОК создан в 1986 году в непосредственной близости от поселка Айхал , находящегося в 65 км к юго-западу от города Удачный и в 485 км к северу от города Мирный. В настоящее время комбинат отрабатывает запасы трубок «Юбилейная», «Айхал» и «Комсомольская».
На сегодняшний день Айхальский является лидером по добыче алмазов среди других ГОКов компании АЛРОСА. В общей доле добычи компании его доля составляет 33 %. В 2013 году Айхальский ГОК добыл чуть более 12 миллионов карат алмазного сырья.
Руда, добываемая комбинатом, перерабатывается на обогатительных фабриках № 8 и № 14, проектная мощность которых 1,7 миллиона тонн руды и 10 миллионов тонн руды в год соответственно.

## Структура и характеристики объектов

### Карьер «Юбилейный»
Проектная глубина карьера «Юбилейный» составляет 720 метров, текущая глубина — 320 метров.
С момента начала работы в 1989 году и по настоящее время месторождение разрабатывается открытым способом. Его запасы оцениваются в 107,2 миллиона тонн руды, содержащей 97 миллионов карат алмазов, средний уровень содержания алмазов в руде — 0,9 карата на тонну. С учётом данной оценки запасов и планируемой нормы выработки, добыча на трубке может быть обеспечена до 2030 года. Возможна идентификация дополнительных запасов, что продлит срок эксплуатации карьера.
На протяжении всего срока эксплуатации карьера добыча велась с использованием традиционной технологии, включающей буровзрывные работы, погрузку руды и породы экскаваторами, их транспортировку самосвалами, разгрузку на поверхности.

### Карьер «Комсомольский»
Разработка месторождения трубки «Комсомольская» открытым способом ведется с 2002 года. Сегодня карьер разведан на глубину приблизительно 460 метров, это и есть его проектная глубина. По поверхности размеры «Комсомольского» составляют 900×800 метров.
Запасы месторождения оцениваются в 4,8 миллиона тонн руды, содержащей 1,8 миллиона карат при среднем содержании алмазов в руде 0,38 карата на тонну. Реализуемый в настоящее время производственный план предполагает отработку месторождения до 2020 года.
В карьере используется традиционная технология, предусматривающая использование буровзрывных работ, погрузку, транспортировку и разгрузку горной массы из карьера в отвалы с использованием самосвалов и ковшовых экскаваторов.
С 2013 года добыча руды в карьере не ведется. В настоящее время там организованы вскрышные работы для последней разноски бортов карьера в целях отработки оставшихся запасов.

### Рудник «Айхал»
Разработка трубки «Айхал» открытым способом началась в 1961 году, к 1997 году карьер достиг своей предельной глубины 305 метров. После вывода из эксплуатации карьера в 1997 году начались опытно-промышленные горные работы для запуска подземной добычи. Вводом подземного рудника в эксплуатацию в 2005 году завершилась программа Айхальского ГОКа по наращиванию проектной мощности до 500 тысяч тонн руды в год. На проектную мощность рудник вышел в 2012 году.
В настоящее время проводится оценка возможности применения новой системы разработки рудника, которая позволит снизить затраты и повысить производительность добычи. Одно из предлагаемых решений — камерная система разработки с закладкой (размеры выемочных блоков будут составлять от 20 до 25 метров в высоту, 15 метров в ширину и 120 метров в длину).

## Статистика
|                   | 2012 | 2013  | 2014 | 2015 | 2016 | 2017 | 2018 | 2019 | 2020 | 2021 |
| ----------------- | ---- | ----- | ---- | ---- | ---- | ---- | ---- | ---- | ---- | ---- |
| Алмазы, млн карат | 2,95 | ▲2,97 | ▲3,1 | ▼2,8 | ▬2,8 | —    | ▲8,8 | ▼6,9 | ▼6,2 | ▼2,9 |

## Топографические карты
Лист карты Q-49-XXI,XXII Айхал. Масштаб: 1 : 200 000. Указать дату выпуска/состояния местности.